# Classe Braunschweig (corvetta)
La classe Braunschweig, detta anche Korvette 130 è la più recente classe di corvette oceaniche della Deutsche Marine, costruita secondo lo standard MEKO.

## Caratteristiche
Le navi sono costruite con caratteristiche stealth, cioè di bassa osservabilità radar e anche di bassa segnatura infrarossa. Sono dotate di ponte di volo in grado di ospitare un elicottero convenzionale, ma questo non trova posto nell'hangar. Da esse opereranno gli UAV Schiebel Camcopter S-100 di quali la marina tedesca ha comperato un lotto di 6 unità.

## Lista delle unità
Le navi non sono state costruite interamente in un singolo cantiere, ma a sezioni separate costruite in posti differenti contemporaneamente ed assemblate in un secondo tempo. Nella tabella sottostante quindi i cantieri elencati sono quelli nei quali è stata effettuata la cerimonia della posa della chiglia, in realtà solo simbolica visto che non esiste un'unica chiglia ma un pezzo per ogni sezione.
Il primo lotto è costato 1,2 miliardi di Euro, con un costo unitario di circa 240 milioni di Euro.
Il secondo lotto ordinato nel 2018 per 2 miliardi di Euro e un costo unitario di circa 400 milioni di Euro.
Il secondo lotto è stato ordinato al ARGE K130 in cinque cantieri. La prima impostazione presso il Lürssen-Werft, Brema, la seconda parte della costruzione presso il Peene-Werft con Blohm + Voss, Amburgo. Il German Naval Yards appronta la terza parte. ThyssenKrupp Marine Systems (TKMS) guida la costruzione completa.
| Pennant number | Nome                  | Codice      | Cantiere                 | Impostazione       | Varo              | Entrata in servizio | Porto di immatricolazione |
| Primo lotto    | Primo lotto           | Primo lotto | Primo lotto              | Primo lotto        | Primo lotto       | Primo lotto         | Primo lotto               |
| -------------- | --------------------- | ----------- | ------------------------ | ------------------ | ----------------- | ------------------- | ------------------------- |
| F 260          | Braunschweig          | DRBA        | Blohm + Voss, Hamburg    | 1º dicembre 2004   | 19 aprile 2006    | 16 aprile 2008      | Warnemünde                |
| F 261          | Magdeburg             | DRBB        | Lürssen-Werft, Bremen    | 19 maggio 2005     | 6 settembre 2006  | 22 settembre 2008   | Warnemünde                |
| F 262          | Erfurt                | DRBC        | Nordseewerke GmbH, Emden | 22 settembre 2005  | 29 marzo 2007     | 28 febbraio 2013    | Warnemünde                |
| F 263          | Oldenburg             | DRBD        | Blohm + Voss, Hamburg    | 19 gennaio 2006    | 28 giugno 2007    | 21 gennaio 2013     | Warnemünde                |
| F 264          | Ludwigshafen am Rhein | DRBE        | Lürssen-Werft, Bremen    | 14 aprile 2006     | 26 settembre 2007 | 21 marzo 2013       | Warnemünde                |
| Secondo lotto  |                       |             |                          |                    |                   |                     |                           |
|                | Köln                  |             | ARGE K130                | 7 febbraio 2019    |                   | vsl. novembre 2022  | Warnemünde                |
|                | Emden                 |             | ARGE K130                | 30 gennaio 2020    |                   |                     | Warnemünde                |
|                | Karlsruhe             |             | ARGE K130                |                    |                   |                     | Warnemünde                |
|                | Augsburg              |             | ARGE K130                |                    |                   |                     | Warnemünde                |
|                | Lübeck                |             | ARGE K130                | vsl. dicembre 2020 |                   | vsl. 2025           | Warnemünde                |